# بیلا سابادوش (شناگر)
بیلا سابادوش (به انگلیسی: Béla Szabados) (زادهٔ ۱۸ فوریهٔ ۱۹۷۴) شناگر اهل مجارستان است.